# 데니스 (기업)

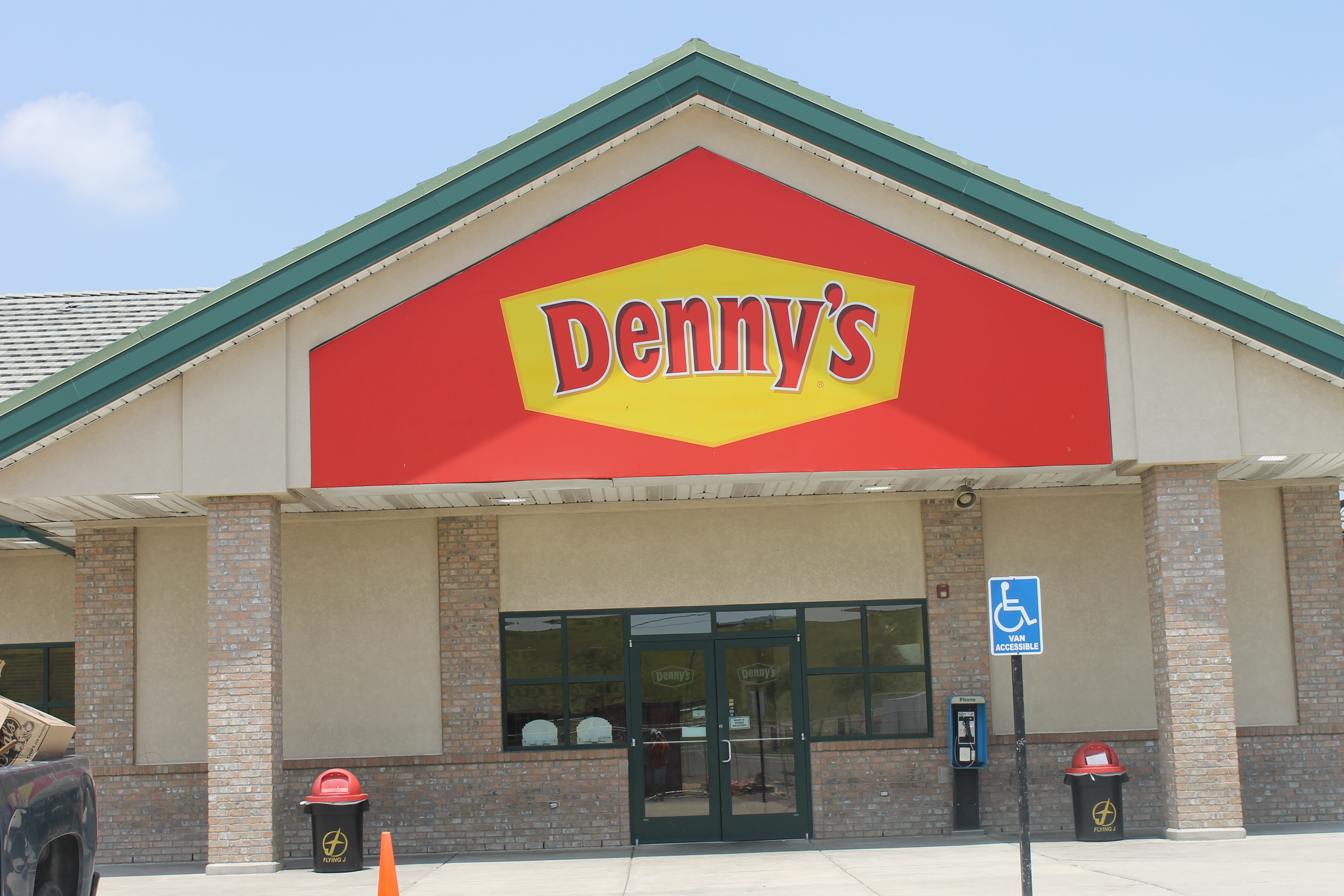
텍사스주에 있는 데니스 레스토랑

데니스(Denny's)는 미국의 캐주얼풍 패밀리 레스토랑 체인이다. 1953년 캘리포니아주 레이크우드에서 설립되었으며, 본사는 사우스캐롤라이나주 스파턴버그에 위치해 있다. 이 레스토랑은 현재 전 세계 12개국 1,600개의 매장을 운영하고 있다.
대한민국에는 1994년에 도입하였으나, 실적이 좋지 않아 1997년경에 모두 철수하였다.